# Schronisko młodzieżowe

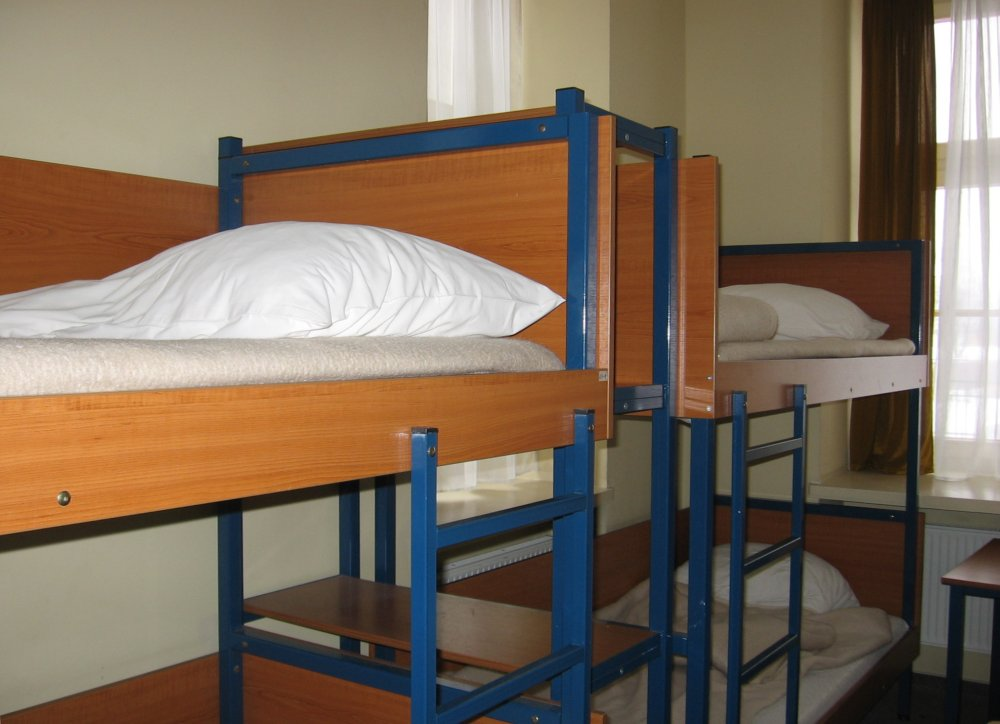
Schronisko we Wrocławiu

Schronisko młodzieżowe – odmiana schroniska turystycznego.
Schroniska młodzieżowe w różnych krajach stosują politykę cenową mniej lub bardziej preferującą turystów będących uczniami lub studentami. Schroniska młodzieżowe zazwyczaj należą do narodowych oddziałów Międzynarodowej Federacji Schronisk Młodzieżowych (ang. International Youth Hostel Federation, IYHF). W Polsce takim oddziałem jest Polskie Towarzystwo Schronisk Młodzieżowych (PTSM).
Standard wyposażenia takich schronisk jest podobny; normą są pokoje 6-osobowe i większe, nawet ponad dziesięcioosobowe. Często spotykane są piętrowe łóżka. Niekiedy schroniska dysponują także pokojami mniejszymi, 4-, 3- a nawet 2-osobowymi. Łazienki i toalety zazwyczaj są wspólne dla kilku pokoi (np. dla całego piętra). Zazwyczaj w schronisku znajduje się pomieszczenie kuchenno-jadalne, najczęściej wyposażone w lodówkę, kuchenkę i zestaw podstawowych naczyń, co pozwala na samodzielne przygotowywanie posiłków przez mieszkańców schroniska. Oprócz tego w schroniskach często znajduje się przechowalnia bagażu (niekiedy także nart lub rowerów), jak również pralka, przy czym korzystanie z nich może być płatne dodatkowo.
W Europie stosunkowo najgęstsza sieć schronisk młodzieżowych jest w krajach niemieckojęzycznych – w Austrii i w Niemczech, przy czym w Niemczech przepisy regulujące korzystanie ze schronisk młodzieżowych różnią się w poszczególnych landach, m.in. w Bawarii, w odróżnieniu od innych landów, ze schronisk młodzieżowych osoby dorosłe od lat 27 (o ile nie są opiekunami dzieci lub młodzieży – własnych lub zorganizowanych grup, np. szkolnych) mogą korzystać tylko w ramach wolnych miejsc, pierwszeństwo ma młodzież. Prawo do korzystania z ponad 4500 schronisk młodzieżowych w 80 państwach całego świata mają tylko posiadacze legitymacji schroniskowej wystawionej przez rodzime stowarzyszenie (w Polsce Polskie Towarzystwo Schronisk Młodzieżowych wystawia Legitymację Międzynarodową PTSM). Legitymacja Międzynarodowa PTSM umożliwia jej posiadaczom korzystanie ze schronisk zagranicznych; posiadacze legitymacji mają także pierwszeństwo przed pozostałymi turystami. W Polsce ponadto posiadacze Legitymacji Międzynarodowej PTSM korzystają ze zniżki noclegowej w wysokości do 25%.